# Marion Sigaut
Marion Sigaut (1950) es una escritora, historiadora, conferencista, guionista de historieta y ensayista francesa.

## Biografía
En los años setenta se integró en un kibutz en Israel.

## Libros
- Le Petit Coco, Sylvie Messinger, 1989.
- Les Deux Cœurs du monde, du kibboutz à l’Intifada, Flammarion, 1991, récit autobiographique romancé.
- Russes errants sans terre promise, L’Harmattan, 1994. Récit sur l'errance de couples mixtes entre Israël et l'empire soviétique en décomposition.
- Libres Femmes de Palestine, éditions de l’Atelier, 1996. L'invention d'un système de santé pour les plus pauvres.
- Mansour Kardosh, un juste à Nazareth, éditions de l’Atelier, 1997. Biographie d’un des premiers combattants pacifiques palestiniens, meunier à Nazareth.
- La Terre promise aux Sud-Africains, éditions de l’Atelier, 1999.
- La Marche rouge, les enfants perdus de l'Hôpital général, Paris, Jacqueline Chambon ; Arlés, Actes Sud, 2008. ISBN 9782742774777
- Mourir à l’ombre des Lumières, l’énigme Damiens, Arlés, Actes Sud, 2010. ISBN 9782742790159
- Le Mystère du tableau de David, Dijon, Éditions de Bourgogne, 2010. ISBN 9782902650248
- Du Kibboutz à l'intifada, Editorial Kontre Kulture, 2012. ISBN 9782953988055
- Russes errants sans terre promise, Editorial Kontre Kulture, 2012
- De la Centralisation monarchique à la Révolution bourgeoise - L'Absolutisme royal et ses opposants, Kontre Kulture, 2014.
- La Chasse aux Sorcières et l'Inquisition, Kontre Kulture, 2014.
- Voltaire - Une imposture au service des puissants, Kontre Kulture, 2014
- La Mort du roi et les secrets de Saint-Fargeau, Kontre Kulture, 2015

en alemán
- Das Herz Zweier Welten, Goldmann Verlag, Munich, 1992.

historieta
- Damiens, la véritable histoire, con Loïc Sergeat
- Dominique Cartouche, la véritable histoire, con Loïc Sergeat y Hugo